# El Nublo II
El Nublo II este o arie protejată (arie specială de conservare — SAC, sit de importanță comunitară — SCI) din Spania întinsă pe o suprafață de 13.956 ha, integral pe uscat.

## Localizare
Centrul sitului El Nublo II este situat la coordonatele 27°57′54″N 15°40′05″W / 27.965°N 15.668°V.

## Înființare
Situl El Nublo II a fost declarat sit de importanță comunitară în octombrie 1999 pentru a proteja 6 specii de plante. Situl a fost protejat și ca arie specială de conservare în ianuarie 2010.

## Biodiversitate
Situată în ecoregiunea , aria protejată conține 6 habitate naturale: Pajiști umede mediteraneene cu ierburi înalte de Molinio-Holoschoenion, Plantații de palmieri Phoenix, Galerii și tufărișuri riverane sudice (Nerio-Tamaricetea și Securinegion tinctoriae), Tufărișuri termo-mediteraneene și de pre-deșert, Pante stâncoase silicioase cu vegetație casmofită, Păduri de pin endemic canariene.
La baza desemnării sitului se află mai multe specii protejate de  plante (6): Dendriopoterium pulidoi, Globularia sarcophylla, Isoplexis isabelliana, Limonium sventenii, Tanacetum ptarmiciflorum, Teline rosmarinifolia.